# Almendra (banda)
Almendra foi uma banda de rock argentino formada em 1967 no bairro portenho Belgrano por Luis Alberto Spinetta (guitarra e voz), Edelmiro Molinari (guitarra e vocais), Emilio del Guercio (baixo e vocais) e Rodolfo García (bateria), todos alunos do Instituto San Román.

## Discografia
- Tema de Pototo (simple), 1968
- Hoy todo el cielo en la ciudad (simple), 1968
- Almendra, 1969
- Tema de Pototo (simple), 1969
- Hermano perro (simple), 1970
- Almendra, 1970
- Muchacha ojos de papel, 1977
- Almendra en Obras I, 1980
- Almendra en Obras II, 1980
- El valle interior, 1980
- Almendra 68/70, 1999
- RCA Victor 100 años, 2003